# Heliophanus melinus
Heliophanus melinus är en spindelart som beskrevs av Koch L. 1867. Heliophanus melinus ingår i släktet Heliophanus och familjen hoppspindlar. Inga underarter finns listade i Catalogue of Life.